# Novo rojstvo
Novo rojstvo (COBISS) je biografski roman in prvenec slovenskega avtorja Tomaža Miheliča, znanim predvsem kot član skupine Sestre (Marlenna), ki govori o trpljenju, ljubezni in preobrazbi Salome.
Knjiga je izšla v 2.000 izvodih leta 2009 v Tržiču, in sicer jo je izdala založba Učila International. Mihelič je roman skupaj s Salome spisal pod mentorstvom Vesne Milek.